# Stormcrow
Stormcrow (oftast skrivet StormCrow) var ett svenskt melodiskt metalband, grundat 2001. Stormcrow fick ett skivkontrakt med det norska skivbolaget Edgerunner Music och 2005 släppte gruppen skivan No Fear of Tomorrow.

## Bandet
Bandet var baserat i Norrköping och startades 2001 av sångaren Anders Hjärtström och gitarristen Ulf Helander. Senare anslöt trummisen Daniel Melo, gitarristen Anders Jonsson och basisten Johan Dyyk. Bandet spelade melodisk metal. De plockade influenser från 1970-tal upp till nutida power metal. Stormcrow fick ett mindre skivkontrakt med det norska skivbolaget Edgerunner Music.
Stormcrow är idag nedlagt utan några planer på återförening och bandets medlemmar har gått vidare till andra projekt. Anders Hjärtström sjunger i hårdrocksbandet Miss Behaviour, Johan Dyyk spelar i gothmetalbandet Sabachthani och Daniel Melo spelar i det progressiva rockbandet Bokor.

## Medlemmar
Senaste medlemmar
- Anders Hjärtström – sång (2001–?)
- Ulf Helander – gitarr (2001–?)
- Daniel Melo – trummor
- Anders "Lakas" Jonsson – gitarr
- Johan Dyyk – basgitarr

Gästande musiker (studio)
- Jan Suntamaa – keyboard
- Tom Rask – synthesizer

## Diskografi
Demo
- StormCrow (2003)
- Destination Unknown (2003)
- Million Miles (2004)

Studioalbum
- No Fear of Tomorrow (2005)